# Halphen-Reaktion
Die Halphen-Reaktion oder der Halphen-Test ist eine chemische Reaktion zum Nachweis von cyclopropenhaltigen Fettsäuren und wurde erstmals im Jahre 1897 vom französischen Chemiker Georges Halphen angegeben. Nach Erhitzen der Probe mit 1-Pentanol und in Kohlenstoffdisulfid gelöstem Schwefel entsteht bei Vorhandensein von cyclopropenoiden Verbindungen wie Malvalsäure und Sterculiasäure eine Rotfärbung.
Ursprünglich diente die Halphen-Reaktion dem qualitativen Nachweis von Baumwollsamenöl in Verschnitten.